# Hochdrucklokomotive

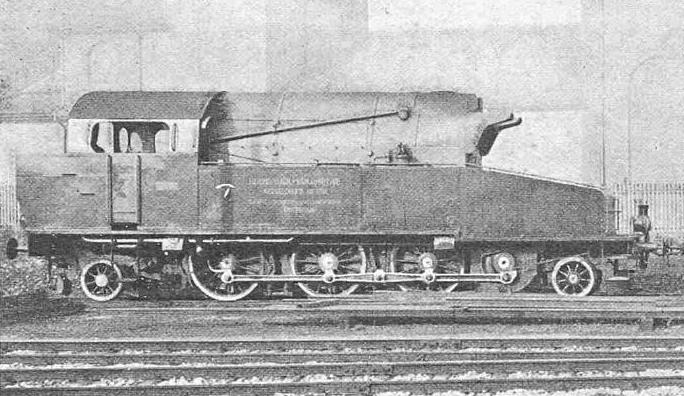
Hochdrucklokomotive SLM Eb 3/5 mit einem Kesseldruck von 60 bar

Hochdrucklokomotiven, auch Hochdruck-Dampflokomotiven genannt, sind Dampflokomotiven, die mit einem Kesseldruck über 25 bar betrieben wurden. Von dieser Sonderbauart wurden zwischen 1925 und 1954 weltweit zu Versuchszwecken 24 Lokomotiven gebaut. Die komplizierte Technik versprach einen besseren Wirkungsgrad, wurde aber wegen der Weltwirtschaftskrise und dem Zweiten Weltkrieg nur langsam entwickelt, bis sie durch die Einführung von elektrischen und Diesellokomotiven überholt war.

## Technik
Lokomotiven mit klassischem Dampflokomotivkessel nach Stephenson sind technische und wirtschaftliche Grenzen gesetzt, weil sich der Kesseldruck nicht ohne Nachteile über 21 bar erhöhen lässt. Denn mit steigenden Kesseldruck steigen auch die Anforderungen an den Kesselbaustoff so, dass Herstellungs- und Unterhaltskosten steigen. Der Gesamtwirkungsgrad einer solchen Lokomotive liegt bei 10 %. Von Schiffsdampfmaschinen und stationären Anlagen war bekannt, dass sich durch höhere Dampfdrücke sowohl Brennstoff wie Wasser einsparen lässt. Weiter können kleinere Zylinder verwendet werden und der Dampf kann nicht nur wie bei den üblichen Verbunddampflokomotiven in zwei, sondern auch in drei Stufen expandiert werden. Allerdings mussten diese Vorteile durch eine andere Kesselbauart, den Wasserrohrkessel erkauft werden, der im Aufbau im Vergleich zum Stephenson-Kessel komplizierter war und sich im Bahnbetrieb noch nicht bewährt hatte. Weiter musste meist eine Saugzuganlage für die Anfachung der Verbrennung verwendet werden.

## Kesselbauarten

### Schmidt-Henschel-Kessel

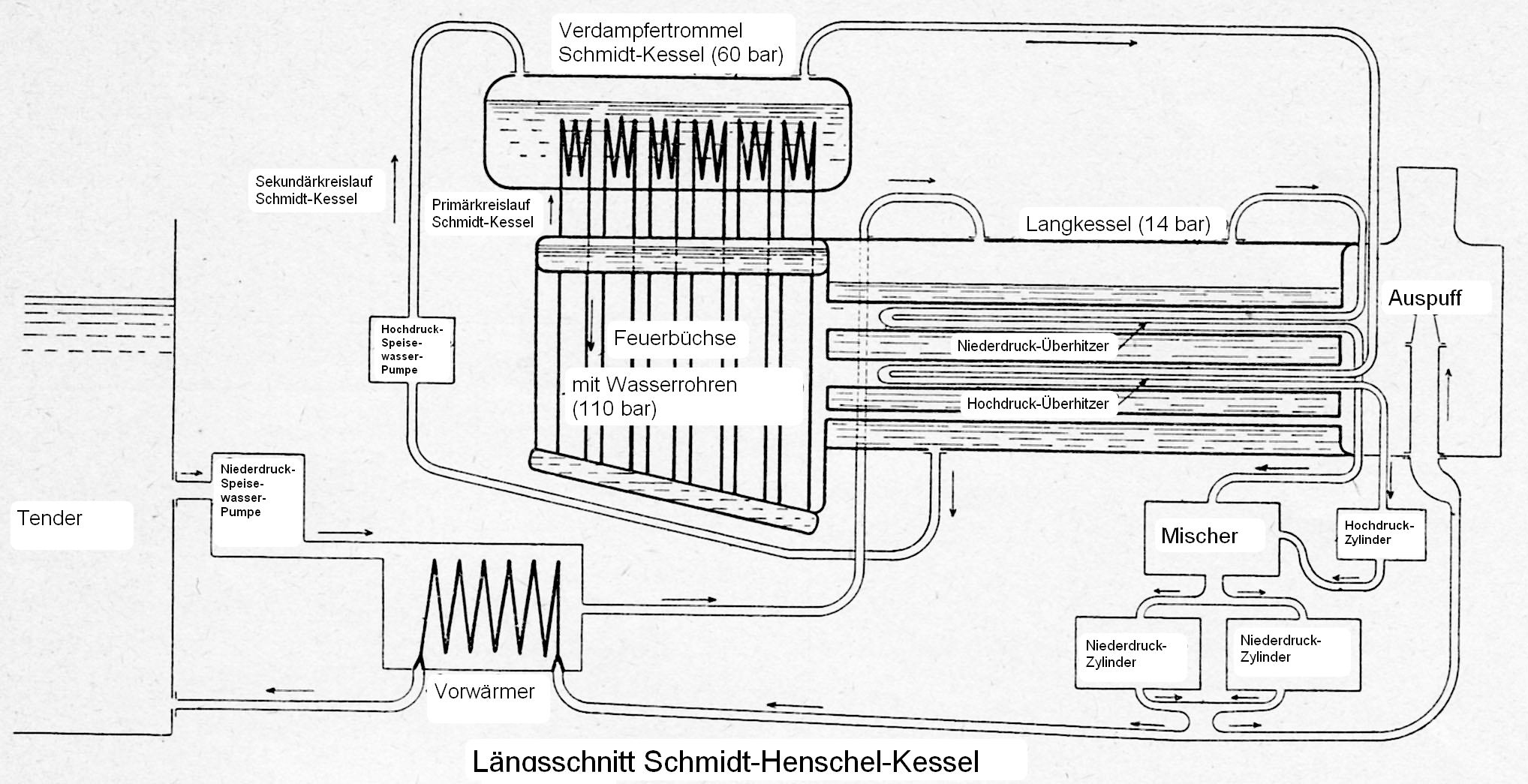
Längsschnitt des Schmidt-Henschel-Kessel der PLM 241 B 1

Der von der Schmidtschen Heißdampfgesellschaft entwickelten Zweidruckkessel oder Schmidt-Hartmann-Kessel besteht aus einem geschlossenen Hochdruckkreislauf, der über einen Wärmetauscher einen offenen Niederdruckkreislauf beheizt. Die Verdampfung findet somit außerhalb der Feuerung statt, wo die Rohre nicht direkt der Strahlungswärme ausgesetzt sind. Dadurch konnte verhindert werden, dass sich durch unreines Wasser Kesselstein in den Rohren bildete. Die einzigen Ablagerungen entstanden an der Außenseite der Rohre des Primärkreislaufs in der Verdampfertrommel, wo sie leicht zu reinigen waren. Der Primärkreislauf war mit gereinigtem Wasser gefüllt, so dass dort keine Ablagerungen entstehen konnten.
Der Schmidt-Kessel wurde in Zusammenarbeit mit Henschel an den Einbau in Lokomotiven angepasst. Der primäre Kreislauf des Schmidt-Kessels hatte mit 95 bar den höchsten Druck, der im Sekundärkreislauf erzeugte Hochdruckdampf hatte einen Druck von 60 bar. Vorwärmer- und Heizrohre des Primärkreislaufs bildeten die Wandungen der Feuerbüchse. An diese schloss sich ein konventioneller Langkessel an, in dem überhitzter Dampf mit einem Druck von 17 bar erzeugt wurde. Der Dampf des Schmidt-Kessels wurde dem im Rahmen liegenden einzelnen Hochdruckzylinder zugeführt. Der Abdampf dieses Zylinders gelangte zusammen mit Frischdampf aus dem Langkessel in die zwei äußeren Niederdruckzylinder.
Es wurden mehreren Lokomotiven nach dem System Schmidt-Henschel ausgerüstet, unter anderem die H 17 206. Die Lokomotive wurde mit einem Messwagen auf Versuchsfahrten eingesetzt. Es wurde eine theoretische Brennstoffersparnis von 47 Prozent erhofft. Die tatsächlichen Werte waren aber wesentlich geringer und rechtfertigten die hohen Entwicklungskosten nicht. Zusätzlich bestanden Sicherheitsbedenken wegen des hohen Dampfdruckes im Fahrbetrieb. Nicht geklärt waren die notwendigen Instandhaltungsarbeiten und die damit verbundenen Kosten.

### Mühlfeld-Wasserrohr-Feuerrohr-Kessel

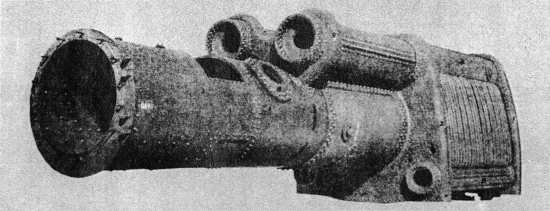
Muhlfeld-Kessel der Delaware-and-Hudson-Railway-Lokomotive Nr. 1400

Der deutschstämmige Ingenieur John Erhardt Mühlfeld entwarf einen Kessel, der aus einer Wasserrohrfeuerbüchse und einem daran anschließenden Stephenson-Langkessel bestand. An beiden Längsseiten der Feuerbüchse waren unten und oben Trommeln angebracht, in denen die seitlichen Rohrwände der Feuerbüchse endeten. Die oberen Trommeln bildeten den Dampfraum des Kessels und waren nach vorne über die Feuerbüchse hinaus verlängert.

### Winterthur-Kessel
Der von der Schweizerische Lokomotiv- und Maschinenfabrik in Winterthur entwickelte Kessel, auch SLM-Wasserrohrkessel genannt, bestand aus einer Feuerbüchse mit Wasserrohrseitenwänden und -decke und wassergefüllten Doppelwänden auf der Vorder- und der Rückseite. Unten an den Feuerbüchse waren längsseitig zwei Trommeln zum Fassen der Rohre angebracht, mittig über der Feuerbüchse war eine Obertrommel als Dampfsammler angeordnet. Die Verbrennungsluft wurde nicht wie üblich durch den Aschkasten angesaugt, sondern gelangte durch zwei Öffnungen in der Stirnseite der Rauchkammer in die beiden Luftvorwärmer und wurde entlang dem Kessel zur Feuerbüchse geleitet. Das Speisewasser wurde durch einen Abdampf- und einen Raugasvorwärmer in die Obertrommel des Kessels gedrückt. Dabei erreichte es beim Eintritt in den Kessel beinahe Verdampfungstemperatur. Dadurch konnte verhindert werden, dass sich der Kesselstein im schwer zu reinigenden Röhrenkessel bildete, sondern sich bereits in den beiden für die Reinigung optimierten Vorwärmern ablagerte. Der SLM-Kessel hatte durch eine thermisch optimierte Ausnutzung der Rauchgase eine hohe Leistungsdichte. Die Wärme der Rauchgase wurde von der vorderen Doppelwand der Feuerbüchse zum Verdampfen des Wassers im Kessel, vom Überhitzer, vom Speisewasservorwärmer und vom Verbrennungsluftvorwärmer in der Rauchkammer genutzt.

## Ausgeführte Lokomotiven
Die Technik der Hochdruckdampflokomotive wurde in Deutschland, Großbritannien, Frankreich, der Schweiz, Kanada und in den USA erprobt.
Die ausgeführten Lokomotiven können von der angewandten Technik in vier Gruppen eingeteilt werden:
1. Lokomotiven mit reinem Wasserrohrkessel
2. Lokomotiven mit einer Wasserrohr-Feuerbüchse und einem klassischen Langkessel
3. Lokomotiven mit Zweidruckkessel nach Schmidt-Hartmann, wo ein geschlossener primärer Dampfkreislauf in einem Wärmetauscher Prozessdampf erzeugt
4. Lokomotiven mit Zwangsumlaufkessel

### Deutschland
In Deutschland sind drei Versuche mit Hochdrucklokomotiven bekannt; es handelt sich um die H 17 206 (Ausführung nach Gruppe 3), die H 02 1001 (Ausführung nach Gruppe 4 mit Löffler-Kessel)  und die H 45 024 (Ausführung nach Gruppe 4 mit Velox-Kessel). Alle Lokomotiven kamen über den Versuchsstatus nicht hinaus.

### Schweiz
In der Schweiz stellte die Schweizerische Lokomotiv- und Maschinenfabrik 1927  eine Lokomotive mit Röhrenkessel und 60 atm Kesseldruck her. Diese Tenderlokomotive der Bauart Eb 3/5 wurde zwischen 1928 und 1931 ausführlich getestet und erbrachte gegenüber der Heissdampf-Personenzuglokomotive SBB B 3/4 bis 50 Prozent Wasser- sowie bis zu 40 Prozent Kohleersparnis. Dies blieb eine Versuchslokomotive.

### Tabelle aller ausgeführten Hochdruck-Lokomotiven
| Land        | Bahn | Baureihe | Nummer                  | Kessel                          | Druck     | Baujahr | Hersteller                                                        | Bauart      | Ausführung     | Gruppe | Bild |
| ----------- | ---- | -------- | ----------------------- | ------------------------------- | --------- | ------- | ----------------------------------------------------------------- | ----------- | -------------- | ------ | ---- |
| UK          | LNER | Klasse W | 10000                   | Yarrow-Kessel mit fünf Trommeln | 31 bar    | 1929    | Darlington Works                                                  | 2’C11’ h4v  | Kolbendampflok | 1      |      |
| USA         | D&H  |          | 1400 Horatio Allen A)   | Mühlfeld-Kessel                 | 28 bar    | 1924    | Alco                                                              | 1’D h2v     | Kolbendampflok | 2      |      |
| USA         | D&H  |          | 1401 John B. Jervis B)  | Mühlfeld-Kessel                 | 28 bar    | 1927    | Alco                                                              | 1’D h2v     | Kolbendampflok | 2      |      |
| USA         | D&H  |          | 1402 James Archibald C) | Mühlfeld-Kessel                 | 34 bar    | 1930    | Alco                                                              | 1’D h2v     | Kolbendampflok | 2      |      |
| USA         | D&H  |          | 1403 L.F. Loree D)      | Mühlfeld-Kessel                 | 35 bar    | 1933    | Alco                                                              | 2’D h4v     | Kolbendampflok | 2      |      |
| USA         | NYC  | HS-1a    | 800                     | Schmidt-Henschel-Kessel         | 108 bar   | 1931    | Alco                                                              | 2’D2’ h3v   | Kolbendampflok | 3      |      |
| UK          | LMS  |          | 6399 Fury               | Schmidt-Henschel-Kessel         | 110 bar   | 1929    | North British                                                     | 2’D h3v     | Kolbendampflok | 3      |      |
| Kanada      | CPR  | T4a      | 8000                    | Schmidt-Henschel-Kessel         | 93 bar    | 1930    | CPR Angus Shop                                                    | 1’E2’ h3v   | Kolbendampflok | 3      |      |
| Frankreich  | PLM  | 241 B    | 1                       | Schmidt-Henschel-Kessel         | 108 bar   | 1929    | Henschel                                                          | 2’D1’ h4v   | Kolbendampflok | 3      |      |
| Deutschland | DRG  | H 17     | 206                     | Schmidt-Henschel-Kessel         | 90 bar    | 1925    | Henschel                                                          | 2’C h3v     | Kolbendampflok | 2      |      |
| Deutschland | DRG  | H 02     | 1001                    | Löffler-Kessel                  | 120 bar   | 1930    | Schwartzkopff                                                     | 2’C1’ h3v   | Kolbendampflok | 4      |      |
| Schweiz     | SLM  | Eb 3/5   | keine                   | Winterthur-Kessel               | 60 bar    | 1927    | SLM                                                               | 1’C1’ h3t   | Dampfmotorlok  | 1      |      |
| Frankreich  | SNCF | 232 P    | 1                       | Winterthur-Kessel               | 60 bar    | 1936    | SACM Fives-Lille Schneider SLM                                    | 2’Co2’ h18  | Dampfmotorlok  | 1      |      |
| Deutschland | LBE  | I        | DM 22                   | Doble-Kessel                    | 120 bar   | 1934    | Henschel                                                          | B           | Rangierlok     | 4      |      |
| UK          | LMS  |          | 7192                    | Doble-Kessel                    | unbekannt | 1934    | Sentinel                                                          | B           | Rangierlok     | 4      |      |
| Frankreich  | PLM  | 230 E    | 93                      | Velox-Kessel                    | 20 bar    | 1937    | CEM                                                               | 2’C h4v + 3 | Kolbendampflok | 4      |      |
| Sowjetunion | SŽD  | В5       | 01                      | Ramsin-Kessel                   | 80 bar    | 1937    | Kolomna                                                           | Bo’2’       | Dampfmotorlok  | 4      |      |
| Deutschland | DR   | H 45     | 024                     | La Mont-Kessel                  | 42 bar    | 1951    | VEB Lokomotivbau Karl Marx Babelsberg VEB Meeraner Dampfkesselbau | 1’E1’ h3v   | Kolbendampflok | 4      |      |
| Kolumbien   | FCN  |          | (3 Stück)               | Woolnough-Kessel                | 38,5      | 1933    | Sentinel                                                          | Co’Co’ h12v | Dampfmotorlok  | 1      |      |

Erklärung zu den Namen der D&H-Lokomotiven: